# Modron
Modron je postava z velšské mytologie, matka hrdiny Mabona, který jí byl ukraden ve věku tří dní. Často je vykládána jako dědička mateřské bohyně, kterou v roce 1888 keltista John Rhŷs spojil s Matronou, bohyní objevujících se na nápisech z Británie a Galie. Roger Sherman Loomis, odborník na středověkou literaturu, kromě toho Modron chápal jako předchůdkyni artušovské Morgany. Historik Ronald Hutton naopak považuje spojení mezi Modron a Matronou za neprůkazné.
Dědičkou Modron může být velšská světice svatá Materiana, zvaná také Modrun či Mudrun, která bývá zobrazována jako prchající žena s dítětem v náručí.